# Der operirte Jud’

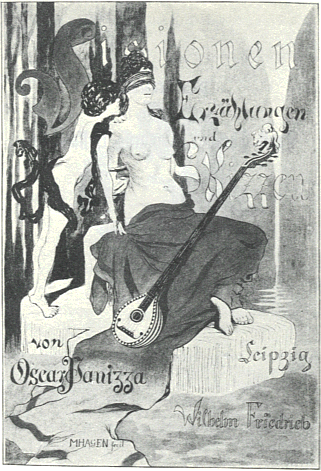
Titelbild zu Visionen (1893) von Max Hagen.

Der operirte Jud’ ist eine satirisch-groteske Kurzgeschichte von Oskar Panizza, die er zusammen mit neun anderen Erzählungen 1893 in der im Verlag von Wilhelm Friedrich in Leipzig erschienenen Sammlung Visionen. Skizzen und Erzählungen veröffentlichte.

## Inhalt
„Kein Mensch wird mich tadeln“, so eröffnet der Erzähler die Geschichte, „wenn ich meinem Freunde Itzig Faitel Stern ein Denkmal zu setzen wünsche.“ Sein Heidelberger Studienfreund sei ein Phänomen, das zu beschreiben er nur Stückarbeit liefern und sich dabei allein auf seine fünf Sinne verlassen könne. Diese würden nach der „gegenwärtig herrschenden literarischen Schule“ auch genügen, um ein Kunstwerk zu liefern, eine Komödie sei jedenfalls nicht beabsichtigt.
Die folgende, groteske Beschreibung von „Faiteles“ lässt kaum ein Bild oder eine Vorstellung aus dem Arsenal antisemitischer Stereotyope aus. Der Umgang mit dem „grauenhaften Stück Menschenfleisch“, so der Erzähler, habe sich auch nicht aus Mitleid ergeben, sondern aus anthropologischer Neugierde für das „Monstrum“ und um mehr über Itzig Faitel Sterns „Religionsbuch“ zu erfahren, den Talmud. Er unterbreitet dem „immens reichen“ Faitel den Vorschlag einer aufwändigen „Umwandlung in etwas modernem Sinne“, was dieser sofort akzeptiert. Qualvolle Operationen, Bluttransfusionen, die Konversion zum protestantischen Glauben, Verhaltens- und Namensänderung folgen einander. Schließlich gelingt, auch mit Hilfe finanzieller Einflussnahme durch Vater Salomon, die Verlobung Itzig Faitels mit einer „Germanin“, der „flachshaarigen Beamtentochter Othilia Schnack“. Doch die scheinbar so erfolgreiche Umwandlung kann seine ursprüngliche „Jüdischkeit“ nicht transformieren, aus dem operierten Körper bricht immer wieder die „pfälzisch-jüdische Sündflut“ hervor. Beim Hochzeitsbankett im Gasthaus zum weißen Lamm in der Martergasse zu Heidelberg bahnt sich nach reichlichem Alkoholgenuss ein finaler Gefühlsausbruch an. Nicht fragend, vielmehr klarstellend ruft Itzig Faitel aus: „Bin ich ä Mensch aß gut und wertvoll als ihr alle!“ Entsetzen macht sich unter den Anwesenden breit, zumal ihnen ein „blutrünstig angelaufenes, violettes Menschenantlitz mit speichelndem Mund, lappig hängenden Lippen und quellenden Augen entgegenglotzte“. Faitel beginnt nun, dabei verschiedene Stimmen imitierend, ausgelassen und von obszönen Gesten begleitet, die fiktive Abfrage eines Rabbiners zum Tagesablauf Jehovas zu parodieren. Dieselbe Rezitation findet sich schon zuvor an anderer Stelle der Erzählung und endet damit, dass Gott am Nachmittag mit dem Leviathan spiele. Ein weiteres Mal bemerkt er trotzig: „Bin ich ä christliches Menschenbild aß fein, aß ihr alle seid! Ohn alle Jüdischkeit! - Misemaschine!“
Am Ende und nur noch in Gegenwart seines Operateurs Dr. Klotz, wälzt sich „der Jude“, wie er jetzt vom Erzähler genannt wird,  in seinen körperlichen Ausscheidungen, „ein vertracktes asiatisches Bild im Hochzeitsfrack, ein verlogenes Stück Menschenfleisch, Itzig Faitel Stern.“

## Interpretationen
Die unversöhnliche und von zahllosen Antisemitismen durchzogene Erzählung veranlasste noch im Jahr ihrer Veröffentlichung Otto Julius Bierbaum in einer literarischen Würdigung Panizzas, von dem einzigen, ihm bekannten „antisemitischen Kunstwerk“ zu schreiben. Ende 1927 veröffentlichte der „Münchener Beobachter“, ein Beiblatt zum Völkischen Beobachter, eine nationalsozialistische Interpretation von Panizzas Hauptwerk Das Liebeskonzil und den Abdruck seiner Erzählung Der operirte Jud’. Der Schriftsteller, nationalsozialistische Kulturfunktionär und Herausgeber von Werken Panizzas, Kurt Eggers, veröffentlichte 1943 zudem erstmals Auszüge aus dem ungedruckten und undatierten antisemitischen Pamphlet Mach' Mores Jud'!, das Panizza um 1893 geschrieben hatte.
Heutige Interpretationen der grotesken Erzählung sind von unterschiedlichen Sichtweisen geprägt. Grundsätzlich wird sie entweder als Ausdruck einer antisemitischen Haltung ausgelegt, wie sie auch für anarchistisch-oppositionelle deutsche Intellektuelle der Jahrhundertwende nicht untypisch war. Andererseits könne der Operirte Jud’ als Parodie auf das tragische Scheitern jüdischer Assimilationsbemühungen gelesen werden.
Der französische Germanist Patrice Neau verglich erstmals die Erzählung mit zeitgleichen literarischen Produktionen Panizzas bis etwa 1895, wobei er auch das unveröffentlichte Manuskript Mach' Mores, Jud'! berücksichtigte. Für Neau sind die beigezogenen Texte „unmissverständliche Kampfansagen an die deutschen Juden“ und es sei keineswegs verwunderlich, dass Panizza vom Nationalsozialismus zum Teil vereinnahmt worden ist. Indem der jüdischen Religion jegliche Transzendenz abgesprochen werde, um aus ihr eine Religion zu machen, „deren Wert sich in praktischen Ratschlägen erschöpft und die im Formalismus erstarrt ist“, mache sich nach Neau der Einfluss eines Antisemiten wie Wilhelm Marr bemerkbar. Zwar werde im von Panizza persiflierten „Teutonismus“ der Zwang zur Anpassung lächerlich gemacht, doch die „Kritik des Materialismus, des protzigen Reichtums“ dürfe nicht generell als Kritik des wilhelminischen Deutschlands aufgefasst werden. Die Macht des Geldes erscheine „eher als die Folge einer bewußten Korrumpierung der Deutschen durch das jüdische Geld, denn Stern kauft alles, er kauft auch, was man nicht kaufen kann, eine neue Identität.“
Der Sprachwissenschaftler Hans Peter Althaus glaubt hingegen im Operirten Jud’ eine Auseinandersetzung mit antisemitischen Parolen zu erkennen, etwa jenen von Richard Wagner. Althaus betont Panizzas Skepsis gegenüber jüdischen Assimilationsbemühungen, „bei denen der Sprach- und Kulturwechsel nicht aus der Lebensmitte heraus erfolgte, sondern wirtschaftlichen oder sozialen Zwängen geschuldet war.“ Eine Lebenslüge, wie sie die erzwungene kulturelle Assimilation darstellte, könne nach Panizza den „Grundkonflikt“ nicht lösen. Mit der Beschreibung einer misslungenen Assimilation habe Panizza Überlegungen aufgegriffen, „die für die Zukunft des Judentums zu ganz anderen Konzepten führten.“
Unter den jüngsten Analysen ist zunächst jene der Germanistin Joela Jacobs zu erwähnen, die den Ansatz von Althaus erweitert. Sie urteilt, „the story reveals that national identities are built on an illusion of purity, universalism, and coherence – an illusion that is a lie.“ Abschließend hält sie „optimistisch“ fest: „By showing how identity is constructed and deconstructed on the basis of language and other categories, the tale provides the opportunity for a reconsideration of identity altogether.“
Die Literaturwissenschaftlerin Ariane Trotzke zählt dagegen die Erzählung „zu den größten Auswüchsen antisemitischer Demagogie, die die deutsche Literaturlandschaft hervorgebracht hat.“ Der operirte Jud’ verbinde antisemitische Hetze „mit unverblümter Kritik an der obrigkeitsgläubigen wilhelminischen Gesellschaft.“ Doch werde die „jüdische“ Andersartigkeit „über den herrschenden Machtdiskurs festgeschrieben, verallgemeinert und 'erkennbar gemacht', so dass Assimilation für die von diesen Zuschreibungen betroffenen Personen unmöglich wird.“ Alle körperlichen Merkmale würden in diesem Diskurs katalogisiert und „Abweichungen von der Norm als 'Entartung' klassifiziert.“ Freilich könne die Erzählung auch als Karikatur „des Eigenen“ gelesen werden, das sich über „das Fremde“ herstelle und stabilisiere: „Dennoch wiederholt der Text die gängigen antisemitischen Stereotype der Zeit völlig ungebrochen und trägt zu ihrer Verbreitung bei, womit man ihn zu Recht als rassistische Satire klassifizieren kann.“ Panizza funktionalisiere „den Juden“, um an ihm die „identitätsstiftende Performanz des deutschen Nationalstaates bloßzulegen.“ Vergleichbar bezeichnet Trotzke das „jiddelnd – preußische Zwitterwesen“ in der Erzählung Die Kirche von Zinsblech als ein transkulturelles Mischwesen, in dem sich Panizzas Vorstellung von einer als totalitär empfundenen wilhelminischen Gesellschaft allegorisiere: „Die 'Dreifaltigkeit' aus preußischem Beamtentum, christlicher Bigotterie und animalisch – raffendem Judentum.“
Mit literatur- und kulturwissenschaftlichen Methoden versucht Nike Thurn in ihrer Bearbeitung des Stoffs der Frage nachzugehen, ob der Text „Ausdruck“ oder „Vorführung“ von Antisemitismus ist. Zwar sei Panizzas „Normalisierungskritik“ offensichtlich, zumal er den zeitgenössischen eugenischen Diskurs ablehnte, aber, so Thurn: „Indem der Ausgangspunkt jedoch bereits deutlich negativ dargestellt ist […] also eine unhintergehbare negative jüdische Essenz nahegelegt wird, verliert der Text an Schlagkraft […]“ Panizzas Rückgriff auf „das Jüdische“ erweise sich als problematisch, weil er letztlich eine „vermeintliche Prägung des Blutes“ wie ein Naturgesetz suggeriere. Der unverbesserliche Jude verkörpere Devianz umso plastischer, „je mehr genau hier der Versuch einer Einebnung aller sichtbaren Unterschiede ansetzt.“  Auch bleibe der Text in der Schwebe, wie er sich zu den extremen Implikationen eugenischer Vorstellungen bezüglich einer Verbesserung der Menschheit positioniere: Ausschluss oder Auslöschung der „unverbesserlichen Elemente“.
Versehen mit einem die eigene Textinterpretation selbstkritisch begleitenden Ansatz, versucht Anika Reichwald den „Deutungsdualismus“ aufzubrechen. Sie erkundet „neben der antisemitischen und der jüdischen anti-assimilatorischen,“ eine dritte Lesart. So glaubt sie erkennen zu können, dass der Text „mittels Stereotypisierung die dahinterstehende Ideologie zu entlarven versucht.“ Zwar stehe auch in Panizzas Text das Judentum allegorisch für eine „Krankheit“, die aber als heilbar interpretiert werde. Wie Reichwald schreibt: „Eine für das Ende des 19. Jahrhunderts ungewöhnliche außerjüdische Deutung des Judentums und ein weiterer Hinweis auf eine das Judentum und dessen Assimilation befürwortende Ausrichtung des Textes.“ Letztlich halte der Text das Unbehagen „vor dem unsichtbaren Aufgehen der Minderheit in der homogenen Mehrheitsgesellschaft bis zum Ende aufrecht.“ Für Reichwald ist Panizzas groteske Erzählung in erster Linie eine Kritik an der von Nationalismus, Rassismus und Antisemitismus bedingten „Unzugänglichkeit der deutschen Gesellschaft,“ der es unmöglich war „neue Elemente von außen“ zuzulassen.  Als Groteske und mit der chimärischen Figur des Itzig Faitel Stern stehe „neben der Kritik des Textes an der jüdischen Selbstaufgabe durch die Assimilation auch die Kritik an der deutschen Gesellschaft, ihrem Ordnungssystem und ihren Wertvorstellungen. Die Deutung des Textes wird selbst zum chimärischen Wesen, ohne sich festzulegen.“ Der Text vereine die „Kritik am Traum des deutschen Judentums, vollwertiger Bestandteil der deutschen Gesellschaft zu werden, mit einer generellen Gesellschaftskritik.“ Die wilhelminische Gesellschaft sei nicht mehr imstande gewesen, sich für das „Fremde“ zu öffnen und habe stattdessen auf antisemitische Vorurteile zurückgegriffen, um eine weitere Abschottung des „Eigenen“ zu zementieren. Die Erzählung Panizzas mache deutlich, dass eine Mehrdeutigkeit möglich, „wenn nicht gar notwendig ist, um die Komplexität der Assimilationsthematik zu begreifen.“
Für die an dieser Stelle in groben Umrissen vorgestellten, umfangreichen Untersuchungen der letzten Jahre muss angemerkt werden, dass sie mehrheitlich nebeneinander entstanden sind und sich nicht alle untereinander kritisch auseinandersetzen konnten.